# 돌아온 사형수
"돌아온 사형수"는 1970년 공개된 대한민국의 영화이다.

## 배역
- 장동휘
- 김지미
- 허장강
- 박암